# Stenasellus ruffoi
Stenasellus ruffoi is een pissebed uit de familie Stenasellidae. De wetenschappelijke naam van de soort is voor het eerst geldig gepubliceerd in 1993 door Messana.